# امپراتوری شلتر
امپراتوری شلتر (به انگلیسی: Empire Shelter) یک کشتی بود که طول آن ۲۵۲ فوت (۷۷ متر) بود. این کشتی در سال ۱۹۴۴ ساخته شد.